# Le Disparu de Singapour
Le Disparu de Singapour est le 42e roman de la série SAS, écrit par Gérard de Villiers et publié en avril 1976 chez Plon / Presses de la Cité. Comme tous les SAS parus au cours des années 1970, le roman a été édité lors de sa publication en France à 50 000 exemplaires.
L'action se déroule à Singapour, fin 1975 / début 1976 (le roman évoque la mort de Chou-En-Lai le 8 janvier 1976), l'édition de 1976 est agrémentée d'un plan de Singapour. Sur ce plan on voit l'indication de l'avenue Clemenceau mais pas celle de la rue Pétain évoquée page 83 de l'édition de 1976.

## Personnages

### Américains et alliés
- Malko Linge : Autrichien, « agent contractuel » de la CIA, héros du roman.
- John Canon : chef de l'antenne de la CIA à Singapour.
- Phil Scott : aventurier australien.
- Sani : compagne de Phil Scott.

### Autres personnages
- Tan Ubin : journaliste.
- Sakra Ubin : veuve de Tan Ubin.
- Hong Wu : informateur de Tan Ubin.
- Tong Lim : millionnaire chinois.
- Margaret Lim : fille unique de Tong Lim.
- Linda : mère maquerelle chinoise.
- Ah You.

## Résumé
Tan Ubin, journaliste à la Far Eastern Economical Review reçoit un appel lui suggérant de surveiller un millionnaire chinois appelé Tong Lim. En suivant Lim, Tan Ubin est découvert ; on le retrouve le lendemain dans un marécage, le corps dévoré par les crocodiles. 
Peu après, la fille de Tong Lim contacte John Canon (le chef d'antenne de la CIA), indiquant que son père chercherait à le contacter. Mais Tong Lim a mystérieusement disparu depuis quelques jours. Malko est envoyé par Langley à Singapour pour tenter de le retrouver. 
Malko contacte les rares personnes qui pourraient lui donner des renseignements : Margaret Lim (la fille unique) et Phil Scott (un aventurier australien qui connaît beaucoup de monde à Singapour). Son enquête ne donne pas grand chose, mais il acquiert peu à peu la certitude que la mort de Tan Ubin est un meurtre maquillé en accident. Durant son enquête, il fait l'objet d'une première tentative d'assassinat par des Chinois qui l'attaquent avec des ampoules électriques remplies d'acide sulfurique, puis par la suite il est enlevé par des Chinois qui le placent dans un cercueil. Il est sauvé de la première tentative par une dénommée Linda, mère maquerelle chinoise, et de la seconde tentative par de mystérieux « amis ». 
S'ensuit alors une lutte feutrée mais violente entre Malko, les services secrets singapouriens, les Chinois de Singapour, et de manière plus lointaine, les Chinois de Chine et les services secrets soviétiques. 
Malko se met en relation avec Sakra Ubin, la veuve du journaliste, qui lui parle de l'informateur de son époux, Hong Wu. 
En fin de roman, Malko retrouve Tong Lim qui, venant d'être atrocement torturé, lui révèle l'emplacement d'un coffre-fort qui contient tous ses secrets. Le milliardaire meurt peu après. Malko fait l'objet d'une troisième tentative d'assassinat par Ah You. En se cachant des Singapouriens, des Chinois et des Soviétiques, Malko parvient à récupérer le coffre-fort et à prendre connaissance de son contenu. Une importante découverte est faite, et l'on comprend les raisons ayant incité les autres protagonistes à vouloir mettre la main sur ce coffre-fort.